# كموشقيا (أديامان)
كموشقيا (بالكردية: Pelaş‏) (بالتركية: Gümüşkaya)‏ هي قرية تتبع إداريّاً لمديرية أديامان في محافظة أديامان التركية الواقعة في جنوب شرق الأناضول. بلغ عدد سكانها 1٫800 نسمة في عام 2021.